# Université de Bulacain
L’université de Bulacain est une université publique et nationale des Philippines située à Malolos, dans la province de Bulacain. C'est la plus grande université en Luçon central avec 50 000 étudiants, dont à peu près 1 000 sont diplômés.

## Histoire
L'université fut établie en 1903 par les Thomasites, des soldats américains qui arrivèrent dans les Philippines à bord du navire USS Thomas, comme le premier lycée public dans la province de Bulacain.

## Structure
Il y a 17 facultés indépendantes, qui sont toutes situées dans le campus principal. Le campus de Hong Kong ne propose que des doctorats.
- Collège des Belles Lettres
- Collège d'Ingénierie
- Collège de Science
- Collège de Technologie Industrielle

L'université a aussi 4 campus externes : Sarmiento (Bustos), Meneses, Hagonoy, et Bustos. Ils offrent plusieurs cours, notablement l'éducation et finance, mais les programmes ne sont pas divisés entre des collèges. Chaque campus a un directeur qui administre les affaires en lieu de président.

### École d'Ingénierie
L'université fut fondée originellement comme une école polytechnique qui se spécialise dans l'ingénierie et l'éducation. Le nom ancien de l'université était Collège Bulacain des Arts et Métiers (anglais: Bulacan College of Arts and Trades) mais la loi de 16 décembre 1989 la renomma université de Bulacain et la désigna comme une université publique nationale.

## Divers
L'année académique se compose de 2 semestres de 18 semaines pour les étudiants réguliers et un semestre l'été, additionnel pour les étudiants en comptabilité et en soins infirmiers.

## L'affaire Madloume
En 2014, l'université a fait l'objet de controverses après les morts de sept étudiants dans une excursion à Madloume, Saint-Michel. Neuf fonctionnaires de l'université, y compris le président de l'époque, Mariano De Jesus, ont ensuite été licenciés par l'ombudsman après avoir été reconnus coupables de négligence grave.